# Isabelle (cruise-ferry)
Pour les articles homonymes, voir Isabelle.
L‘Isabelle X est un cruise-ferry employé comme hôtel flottant par le groupe Bridgemans Services. Construit de 1987 à 1989 aux chantiers BrodoSplit de Split en Yougoslavie (actuelle Croatie) pour la compagnie finlandaise SF-Line, il portait à l'origine le nom d‘Isabella. Mis en service en juillet 1989 sur les lignes du réseau Viking Line entre la Finlande, l'archipel d'Åland et la Suède, il est également affecté sur des traversées vers l'Estonie. Vendu en 2013 à Tallink, il est rebaptisé Isabelle et affecté aux lignes du groupe estonien entre la Lettonie et la Suède. Immobilisé à partir de mars 2020 en raison de la pandémie de Covid-19, il ne naviguera plus pour Tallink et demeurera désarmé jusqu'en 2022 et servira pendant un an de centre d'hébergement pour les populations ukrainiennes fuyant le conflit opposant leur pays à la Russie. Affrété dans un premier temps puis finalement acquis par la société Bridgemans Services, il a rejoint depuis le Canada afin de servir d'hôtel flottant dans le cadre d'opérations offshore.

## Histoire

### Origines et construction
Dans les années 1980, la rude concurrence entre les consortium rivaux Viking Line et Silja Line est plus que jamais effective sur les lignes reliant la Finlande à la Suède. Depuis le début de la décennie, les différents armateurs se livrant une véritable course au tonnage et au luxe ont successivement mis en service de gigantesques cruise-ferries sur les lignes Turku - Mariehamn - Stockholm et Helsinki - Stockholm. Sur cette dernière, les compagnies du réseau Viking Line, Rederi Ab Slite et SF-Line étaient parvenues à surpasser Silja Line avec la mise en service des imposants Mariella et Olympia entre 1985 et 1986. Fragilisée cependant en raison des difficultés financières de Rederi Ab Sally, troisième actionnaire du groupe, Viking Line envisage de renouveler sa flotte en service sur ses lignes phares de l'archipel finlandais Turku - Mariehamn - Stockholm et Naantali - Mariehamn - Kapellskär, et à l'occasion s'aligner, voir détrôner leurs concurrents directs, les sister-ships Svea et Wellamo de Silja Line. Ainsi, entre 1986 et 1989, SF-Line et Slite passent chacune commande de trois navires, quatre destinés aux lignes de l'archipel finlandais et deux pour la liaison Helsinki - Stockholm.
Parmi les contrats de constructions de SF-Line, deux d'entre eux portent sur la réalisation de deux navires jumeaux par les chantiers yougoslaves BrodoSplit de Split. Baptisés Amorella et Isabella, ils reprennent les caractéristiques principales du Mariella et de l‘Olympia ainsi qu'une apparence similaire. Ils affichent toutefois des lignes plus arrondies, là où leurs aînés arborent une apparence très anguleuse, ainsi qu'une disposition différente des aménagements intérieurs.
Commandé le 6 mars 1986, l‘Isabella est mis sur cale le 15 septembre 1987 et lancé le 13 août 1988. Après dix mois de finitions, il est livré à SF-Line le 15 juin 1989.

### Service

#### Viking Line (1989-2013)
Le 20 juin 1989, l‘Isabella quitte Split pour rejoindre la mer Baltique. Arrivé en Finlande le 3 juillet, il est présenté au public à Pori. Destiné à l'origine à remplacer le Rosella entre Naantali, Mariehamn et Kapellskär, l‘Isabella est finalement affecté sur la ligne Naantali - Stockholm en raison de l'incapacité du port de Kapellskär à l'accueillir. Le navire effectue son voyage inaugural le 4 juillet 1989. À l'issue de la saison d'été, il est positionné sur des mini-croisières de 24 heures entre Helsinki et Tallinn en Estonie.
Durant son arrêt technique de 1992 effectué entre mai et juin au chantier de Turku, quelques modifications sont apportées au navire. Un bar panoramique est ajouté au pont 12 au dessus du centre de conférences et le garage présent à l'arrière du pont 5 est supprimé et remplacé par des cabines supplémentaires. En conséquence, la capacité du garage passe de 410 à 364 véhicules.

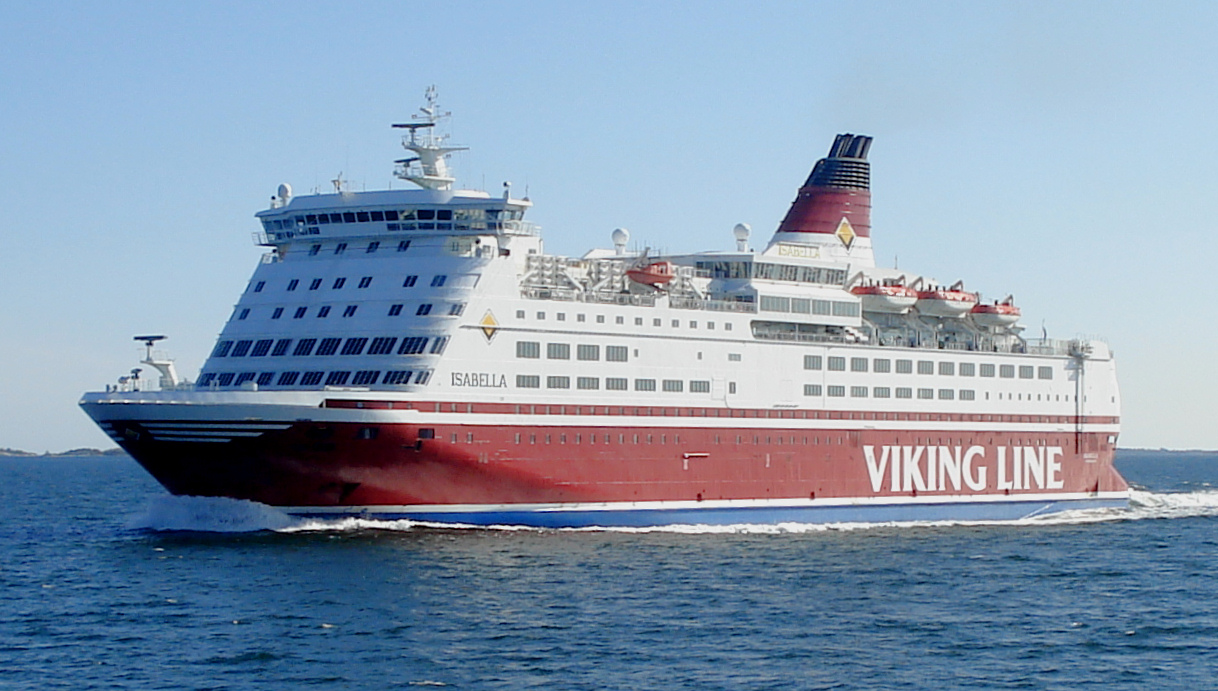
L‘Isabella sous les couleurs de Viking Line.

Durant l'été 1993, l‘Isabella effectue en plus de sa desserte principale quelques mini-croisières entre Stockholm et Visby sur l'île de Gotland. Lors de la saison hivernale, il navigue brièvement sur les lignes Turku - Mariehamn - Stockholm et Helsinki - Stockholm pour pallier l'indisponibilité des autres navires en raison de leurs arrêts techniques. Cette même année 1993, la compagnie Rederi AB Slite est liquidée à la suite de graves difficultés financières et sa flotte vendue, privant Viking Line de trois navires, dont ses plus imposants, ainsi que de son futur fleuron en construction en Allemagne qui est racheté par Silja Line. Ces évènements entraîneront le transfert de l‘Isabella sur la ligne Helsinki - Stockholm dès le mois de septembre 1994.
Le 28 septembre 1994, le navire participe aux opérations de sauvetage des survivants du naufrage meurtrier de l‘Estonia. Grâce à ses toboggans pneumatiques, l'équipage parvient à recueillir à bord seize rescapés.
En avril 1997, l‘Isabella est remplacé entre Helsinki et Stockholm par le Gabriella, un de ses sister-ships acquis auprès de Silja Line. Le navire est alors transféré entre Turku, Mariehamn et Stockholm.
En avril 2000 au cours de son arrêt technique, des stabilisateurs en « queue de canard » sont installés à l'arrière.
Le 20 décembre 2001, à 1h29, le navire s'échoue alors qu'il naviguait dans l'archipel d'Åland. Rapidement dégagé, il est ensuite remorqué à Naantali le 22 septembre. Les dégâts nécessiteront l'immobilisation du navire jusqu'au 13 février 2002. Quelques jours plus tard, le 26 février, une femme est retrouvée décédée à bord durant une traversée entre Turku et Stockholm. Privilégiant tout d'abord la piste criminelle, la police suédoise procède alors à un contrôle de l'ensemble des passagers, ce qui entraîne un retard de quatre heures pour sa traversée suivante.
Le 26 mars 2003, une avarie mécanique entraîne l'arrêt des moteurs, privant le navire de tout moyen de propulsion. Le problème est toutefois résolu au bout d'une heure.
Le 1er janvier 2010, peu après avoir quitté Stockholm, une alarme incendie se déclenche. L‘Isabella fait alors demi tour pour rejoindre le quai et se mettre en sécurité en attendant que le problème soit identifié. L'équipage découvrira rapidement que l'alarme a été déclenchée en raison d'un climatiseur défectueux qui aurait produit de la fumée. Le navire quittera finalement la Suède une heure plus tard.
Le 14 janvier 2012, alors qu'il réalise sa manœuvre d'accostage au port de Långnäs par mauvais temps, la poupe du navire entre en collision avec la passerelle du terminal utilisé par les navires de Silja Line.
En janvier 2013, Viking Line réceptionne son nouveau fleuron le Viking Grace destiné à remplacer l‘Isabella entre Turku, Mariehamn et Stockholm. Le navire achève ainsi sa dernière traversée le 10 février 2013 avant d'être désarmé à Turku. Si Viking Line envisage un temps de l'exploiter entre Helsinki et Tallinn à partir du mois de mai, le projet ne se réalisera cependant pas. Le 5 avril, il est cédé à la compagnie estonienne Tallink.

#### Tallink (2013-2024)

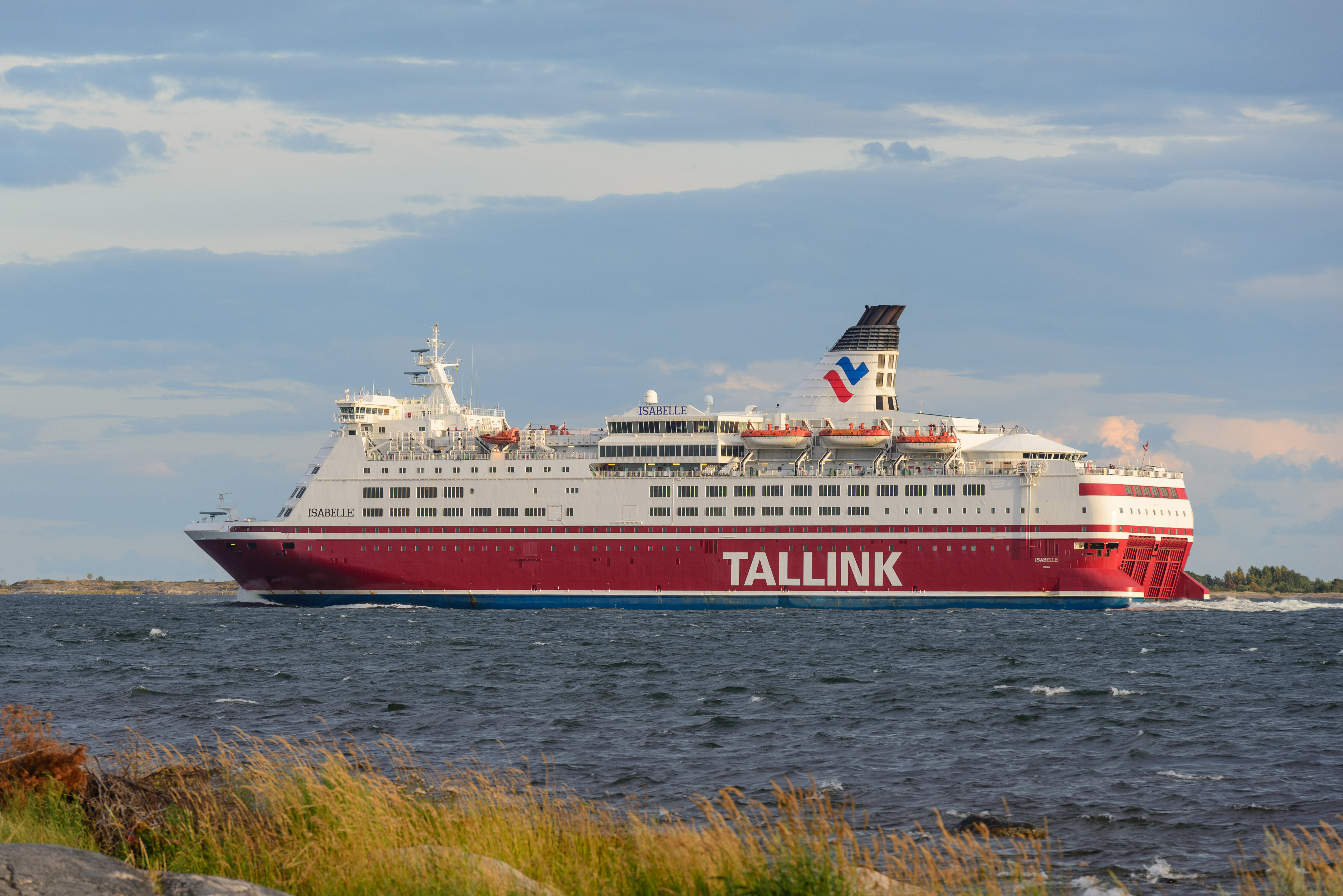
L‘Isabelle arborant la livrée provisoire de Tallink.

Livré à Tallink le 22 avril 2013, le navire est renommé Isabelle. Le lendemain, il quitte la Finlande pour rejoindre Tallinn où il est préparé en vue de sa nouvelle affectation entre la Lettonie et la Suède en remplacement du Silja Festival. Enregistré sous pavillon letton, le navire arrive pour la première fois à Riga, son nouveau port d'attache, le 4 mai et débute ses rotations vers Stockholm le 6 mai.
Durant les premières années au sein de la flotte de Tallink, le navire arborait toujours sa livrée originelle rouge avec les logos de Viking Line simplement remplacés par ceux de Tallink. Cette livrée est finalement modifiée en février 2017 lorsque sa coque est repeinte en blanc. Des bandes noires viennent également border les sabords à l'avant ainsi que des ponts 7 et 8 sur les côtés.
Le 2 janvier 2019, alors qu'il effectue une traversée vers Stockholm par mauvais temps, sa porte avant est endommagée sous l'effet des vagues. Afin d'éviter une entrée d'eau massive dans les garages, l'équipage réduit la vitesse du navire, ce qui entraîne un important retard sur l'horaire prévu.
À compter du mois de mars 2020, l‘Isabelle est immobilisé en raison des restrictions du trafic liées à la crise sanitaire due à la pandémie de Covid-19. Devant le rétablissement progressif de la situation, le navire reprend du service au mois de juin et devient le seul ferry à relier l'Estonie à la Suède entre Paldiski et Kapellskär durant l'été. De nouveau désarmé à l'issue de l'été, il est cependant provisoirement remis en exploitation sur cette même ligne à partir du 27 septembre avant d'être immobilisé à compter du 31 octobre.
À l'aube de l'année 2022, en raison de l'amélioration du contexte sanitaire et l'assouplissement progressif des restrictions pesant sur le trafic, Tallink annonce la réouverture de la liaison Riga - Stockholm pour le mois d'avril. En prévision de son réarmement, l’Isabelle effectue un carénage à Naantali du 12 au 28 février. Mais à cette même période, un autre évènement va survenir et avoir une incidence sur la vie du navire durant les prochains mois. En raison de l'invasion de l'Ukraine par la Russie à partir du 24 février, provoquant une hausse très importante du prix du carburant, Tallink se voit dans l'impossibilité de rétablir le trafic entre la Lettonie et la Suède. Malgré une annonce de reprise pour le mois de juin et le déplacement du navire à Riga, la compagnie décidera finalement de maintenir la suspension de la ligne pour 2022. Sans affectation, l’Isabelle est affrété par les autorités estoniennes afin d'être utilisé comme centre d'hébergement pour les populations ukrainiennes fuyant la guerre. Après avoir quitté Riga, le navire est stationné dans le port de Tallinn le 6 avril et accueille ses premiers pensionnaires le lendemain.
Au cours de l'année 2023, toujours confrontée au manque de visibilité quant à la possible réouverture des lignes entre la Lettonie et la Suède, Tallink annonce le 10 avril qu'une charte pour un affrètement longue durée de l’Isabelle a été signée avec la société canadienne Bridgemans Services. Le 1er juin 2023, sa mission d'hébergement des réfugiés ukrainiens prend fin et le navire est stationné à Paljassaare où il reste désarmé pour toute la durée de l'été. En octobre, les logos de Bridgemans sont peints sur sa cheminée et le navire rejoint ensuite le mois suivant les chantiers de Naantali afin d'être converti en « floatel », plateforme d'hébergement destinée à accueillir temporairement des travailleurs. À l'issue des travaux, il quitte la Finlande le 24 novembre à destination de Vancouver, effectuant au passage une escale à Anvers du 28 au 29 novembre puis à Las Palmas de Grande Canarie le 4 décembre afin d'avitailler en vue de sa traversée de l'Atlantique. 

#### Bridgemans Services (depuis 2024)
Après environ un mois de navigation, notamment marquée par le franchissement du canal de Panama, l’Isabelle arrive au Canada le 3 janvier 2024. Alors que le navire était initialement sous contrat d'affrètement, Tallink le cèdera finalement à Bridgemans via sa filiale Notamare Shipping le 31 janvier. À l'occasion, il est enregistré sous pavillon canadien et rebaptisé Isabelle X.

## Aménagements
L‘Isabelle possède 13 ponts. Les locaux passagers se situent sur la totalité des ponts 5 à 8 et une partie des ponts 2, 9, 10 et 11 tandis que ceux de l'équipage occupent principalement les ponts 9 et 10. Les ponts 3 et 4 sont pour leur part consacrés aux garages.

### Locaux communs
L‘Isabelle est équipé d'un grand nombre d'installations d'une qualité semblable à celles d'un navire de croisières. Situées en grande majorité sur les ponts 7 et 8, elles comptent notamment un restaurant à la carte, un restaurant buffet, une cafétéria, quatre bars et des espaces commerciaux très développés.
Depuis son entrée dans la flotte de Tallink, les installations du cruise-ferry sont organisés de la manière suivantes :
- Starlight Palace : bar-spectacle situé sur le pont 8 à l'arrière du navire ;
- The Pub : pub traditionnel situé au centre du navire sur le pont 8 ;
- Sky Bar : bar panoramique situé au centre sur le pont 11 ;
- Club Heaven : bar-discothèque situé à l'arrière sur le pont 9 ;
- Coffee & Co. : coffee shop situé à l'avant sur le pont 6 utilisant la franchise Starbucks ;
- Grande Buffet : restaurant buffet situé au pont 8 à l'avant du navire ;
- The Dining Room : restaurant à la carte situé au milieu bâbord du pont 8 ;
- Tapas & Wine : bar à tapas situé au milieu du navire sur le pont 8 ;
- Sea Side Café : cafétéria située sur le pont 7 vers l'avant du navire ;

En plus de ces installations, l‘Isabelle dispose d'un supermarché sur le pont 7. Au milieu du pont 10 se trouve un espace destiné aux conférences avec des salles offrant une vue panoramique. Enfin, une piscine intérieure et un sauna se trouvent sur le pont 6 à l'avant du navire.

### Cabines
L‘Isabelle possède environ 600 cabines situées sur les ponts 5, 6, 7, 9 et 2. Les cabines standards, internes ou externes, sont équipées de deux à quatre couchettes ainsi que de la télévision et de sanitaires comprenant douche, WC et lavabo. Certaines d'entre elles disposent d'un grand lit à deux places. Certaines sont situées sur le pont 2 en dessous des garages. Le navire propose également des suites. Des cabines accessibles aux personnes à mobilité réduite ou aux animaux sont également présentes.

## Caractéristiques
L‘Isabelle mesurait à l'origine 169,40 mètres de long pour 27,61 mètres de large et son tonnage était de 34 386 UMS. À la suite de la refonte de 1992, le tonnage sera porté à 35 134 UMS puis finalement à 35 154 UMS après l'ajout des stabilisateurs à l'arrière en 2000. Ces stabilisateurs porteront également la longueur du navire à 171,25 mètres. Sa capacité d'emport est de 2 480 passagers et son garage peut accueillir 364 véhicules répartis sur deux niveaux. Le garage est accessible par deux portes rampes situées à l'arrière et une porte rampe avant. La propulsion est assurée par quatre moteurs diesels Wärtsilä-Pielstick 12PC26V-400 développant une puissance de 24 000 kW entraînant deux hélices à pas variable faisant filer le bâtiment à une vitesse de 21,5 nœuds. L‘Isabelle possède quatre embarcations de sauvetage fermées de grande taille, deux sont situées de chaque côté vers l'arrière du navire. Elles sont complétées par deux embarcations fermées de plus petite taille et un canot semi-rigide. En plus de ces principaux dispositifs, le navire dispose de plusieurs radeaux de sauvetage à coffre s'ouvrant automatiquement au contact de l'eau. Le navire est doté de deux propulseurs d'étrave facilitant les manœuvres d'accostage et d'appareillage ainsi que de stabilisateurs anti-roulis. Il est également équipé d'une coque brise-glace classée 1 A Super.

## Lignes desservies
De 1989 à 1994, l‘Isabella effectuait l'été la liaison de Viking Line entre la Finlande et la Suède sur la ligne Naantali - Stockholm et était employé l'hiver pour des mini-croisières entre la Finlande et l'Estonie sur la ligne Helsinki - Tallinn. De 1994 à 1997, il était affecté toute l'année entre Helsinki et Stockholm avant d'être finalement transféré entre Turku, Mariehamn et Stockholm jusqu'en 2013.
À partir de 2013, l‘Isabelle est affecté à la liaison de Tallink entre la Lettonie et la Suède sur la ligne Riga - Stockholm avant que celle-ci ne soit interrompue en mars 2020 dans le contexte de la pandémie de Covid-19. De juin à octobre 2020, il a exceptionnellement été employé entre l'Estonie et la Suède sur la ligne Paldiski - Kapellskär.